# Krzysztof Deszyński
Krzysztof Antoni Deszyński (ur. 13 czerwca 1952 w Częstochowie) – polski samorządowiec, matematyk i przedsiębiorca, doktor nauk matematycznych, w latach 2002–2004 wicemarszałek województwa małopolskiego II kadencji.

## Życiorys
W 1976 został absolwentem Wydziału Matematyki, Fizyki i Chemii Uniwersytetu Jagiellońskiego. W 1987 uzyskał tam stopień doktora w zakresie geometrii różniczkowej. Wicedyrektor Instytutu Matematyki UJ w latach 1993-1996. W pracy naukowej specjalizował się w metodach komputerowych w matematyce. Od 1976 roku do emerytury pracował kolejno na etatach naukowo-dydaktycznym, naukowo-technicznym i dydaktycznym na Wydziale Matematyki, Fizyki i Informatyki UJ, a także jako ekspert-informatyk w Instytucie Ekspertyz Sądowych im. Prof. dra Jana Sehna w Krakowie. Został członkiem Polskiego Towarzystwa Matematycznego. Prowadził także własne przedsiębiorstwo z branży komputerowej i zasiadł w radzie Izby Przemysłowo-Handlowej w Krakowie.
Zaangażował się w działalność polityczną w ramach Prawa i Sprawiedliwości. 20 listopada 2002 został powołany na stanowisko wicemarszałka województwa małopolskiego, odpowiedzialnego m.in. za budżet województwa, rozwój regionalny, fundusze strukturalne i rozwój informatyki. 31 maja 2004 zrezygnował ze stanowiska, gdy PiS opuściło koalicję w zarządzie w proteście przeciw działaniom LPR (nie wrócił jednak na stanowisko, gdy miesiąc później jego partia powróciła do władzy w Małopolsce). Był m.in. jednym z inicjatorów akcji „Ikonka”, w wyniku której wszystkie gminy województwa zostały wyposażone w sprzęt komputerowy. W 2005 bez powodzenia kandydował do Sejmu w okręgu nr 13 (otrzymał 279 głosów). W 2006 nie ubiegał się o reelekcję. W 2010 kandydował do sejmiku małopolskiego z listy KWW Wspólnota Małopolska Marka Nawary.

## Życie prywatne
Jest żonaty, ma trzy córki.